# Montlaur (Aude)
Montlaur é uma ex-comuna francesa na região administrativa de Occitânia, no departamento de Aude. Estendeu-se por uma área de 33,92 km². Em 2010 a comuna tinha 749 habitantes (densidade: 22,1 hab./km²).
Em 1 de janeiro de 2019, ela foi inserida no território da nova comuna de Val-de-Dagne.